# 呪われた男
『呪われた男』（のろわれたおとこ）は紫堂恭子による日本のファンタジー漫画作品。
『プリンセスGOLD』（秋田書店）2014年10月号から、2015年10月号まで連載された。コミックスはプリンセスコミックスより全2巻。
他者から「お願い（プリーズ）」という言葉をかけられると、それが引き金となり、その「お願い」を解決するまで他の場所へ行けなくなる呪いを受けたイケメンを主人公としたファンタジー作品。

## あらすじ
魔物退治を生業にしている青年のブライクは、誰かに「お願い」と言われると、その願いが完遂されるまでその場所や相手に縛りつけられる、という呪いを受けているため、自身に取り憑いた魔物のブリリアントと共に、できるだけ他人とかかわらないように生きていた。だがある時、ブライクは明るく人懐っこいジャックに、危険なフォーレ峠をいっしょに越えてほしいと「お願い」されてしまう。こうしてジャックと共に旅だったブライクは、峠の途中で村を見つける。そこに住む村人達に歓待される二人だったが、そんな中、ブライクは奥から聞こえてくる子供の泣き声を耳にする。
ジャックとの旅の途中、ブライクは溺れかけた少女のクラリッサを助けた。この時、ブライクは彼女に片目がほしいと「お願い」されてしまう。クラリッサは幼い時に左目を失い、魔女によって、代わりに飼い猫の左目を入れてもらっていたのである。クラリッサの「お願い」に対し、どうすればいいのかわからず、一行が困り果てていたところ、ブリリアントが、水晶玉にブライクの視力の一部を入れ、目の代わりにしたらどうかと提案する。
ブライクは、不気味な木から現れた女性の幽霊に、「私の子を取り返して」と「お願い」された。その幽霊は生前、村一番の美人で村の有力者の嫁だったが、果樹園で草刈りしている際に赤ちゃんを何者かにさらわれてしまい、姑から責められて自殺した過去があった。調査を進めるうちに、その赤ちゃんが生きていればブライクと同じくらいの年齢で、彼と同じように黒髪に暗い灰色の目をしていた事が判明する。
ブライクは、ボートン市の領主の息子のアンドリュー・エルドレッドに、彼の替え玉となり、婚約者のビクトリア・ガードナーに嫌われるよう「お願い」された。実はアンドリューは大商人のファーグローブ家の娘であるマリエット・ファーグローブと恋仲であり、彼女との駆け落ちを画策していたのである。ところが、ブライクは成り行きから森の中で魔物に襲われたビクトリアを助け、彼女に思いを寄せられてしまう。この時、ビクトリアが魔物に襲われたのは、アンドリューより贈られたスカーフに、魔物に襲わせる目印となる魔術文字が刺繡されていた事が原因であり、実はそのスカーフはマリエットが仕立て屋に注文したものだった。真相を確かめるため、ブライクはビクトリアと共にボートン市に帰って来るが、そこでアンドリューが魔物に襲われている場面に遭遇。アンドリューもまた、マリエットから渡された魔術文字の刺繡されたハンカチを持っていた。ここでマリエットは、ファーグローブ家に仕えるトニーに、アンドリューと婚約者の縁が切れるおまじないだと教えられ、スカーフとハンカチを贈った事を告白する。そしてトニーの背後には、駆け落ちの後押しをしてアンドリューに恩を売りたいというマリエットの父親の陰謀があった。ジャックからすべての事情を聞かされたビクトリアは、真相を明らかにするためにファーグローブ家へと出向くのだった。

## 主な登場人物
ブライク
本作の主人公。黒髪の青年。魔物退治をしながら旅をしていた男に育てられたが、彼は実の父親ではなく、その出生は不明。年齢はだいたい25歳か、26歳くらい。誰かに「お願い」と頼まれると、その願い事の問題を解決しないと他の土地に移動できない呪いをかけられ、他者との関わり合いを避けるも人がいる場所ではほとんど回避不可能である。終盤、呪いは永続性の無いもので最初の数回で消えており、その後の願い事を解決せざるを得なかったのは自身が放っておけなかっただけだった。クールな外見に反してお人よしの性格。
ジャック
ブライクと旅をしている少年。小さな貧しい村で育ち、両親は早く亡くなったため、親戚の家で姉と共に育った。田舎の貧乏暮らしに嫌気がさし、15歳の時に家出。その後は都会で暮らしていた。故郷の村の幼なじみに、姉が秋祭りの日に結婚する事を教えられ、結婚式に間に合うように故郷に帰ろうと、「幽霊峠」の異名を持つ危険なフォーレ峠を通ろうとした際に、ブライクと出会った。 ブライクに峠越えに同行してくれるように「お願い」し、その後、共に旅をするようになる。明るく人当たりがいい性格で、コミュニケーション能力の低いブライクを手助けする。
ブリリアント
愛くるしい小型犬のような姿をした魔物。ブライクに取り憑いている。夜行性であるため、いつもは昼間のあいだはブライクが背負っているリュックに入って眠っている。魔物に関する知識に精通しており、しばしばブライクにアドバイスしたり、助けたりする事もある。しかしその真の目的は、ブライクを呪った魔物のために、呪いが解けないように監視する事だった。
クラリッサ
猫の目を持つ少女。8歳の時に左目を失い、その代わりに魔女によって飼い猫のスノーの緑色の目を入れられた。魔女と取引して猫の目になったため周囲から迫害されおり、傘の広い帽子をかぶって、いつもはそれを隠そうとしている。ブライクに溺れかけたところを助けられた際に、彼の片目がほしいと「お願い」をする。
魔女
クラリッサの家の近くに住んでいる女性。魔法を使う事ができる。クラリッサが左目を失った際に、代わりに魔法で猫の目を入れた。自身もかつて左手を失い、別の魔女に猿の手をつけてもらった過去があるが、その手は動かす事はできない。このあと、その魔女に弟子入りし、その技を身につけた。
幽霊
不気味な木から現れた女性の霊。生前は村一番の美人で、村の有力者の嫁だった。果樹園で草刈りしている際に赤ちゃんを何者かにさらわれてしまい、姑から責められて自殺した過去がある。彼女の赤ちゃんはブライクと同じように黒髪に灰色の目で、生きていれば25歳だった。「私の子を取り返して」とブライクに「お願い」する。
アンドリュー・エルドレッド
エルドレッド家の子息の青年。父親は領主を務めている。親が決めた婚約者のビクトリアがいるが、大商人のファーグローブ家の娘であるマリエットと恋に落ち、駆け落ちを目論む。ブライクに自分の替え玉になって、ビクトリアにふられるように「お願い」した。お坊ちゃんらしく考えが甘いが、マリエットへの気持ちは本物で、彼女を守るためであれば、したたかな一面も見せる。
ビクトリア・ガードナー
裕福な家の娘。領主の息子であるアンドリューの婚約者。素直で生き生きとした、心優しい性格の持ち主。アンドリューの替え玉として現れたブライクに恋してしまう。最後にブライクの目とつながっている魔法の水晶を受け取る。
マリエット・ファーグローブ
大商人のファーグローブ家の娘。アンドリューの恋人。婚約者がいるアンドリューに恋をして、彼と駆け落ちしようとする。アンドリューが魔物に襲われたところに居合わせ、ブライクといっしょに自警隊に逮捕されてしまう。娘の恋愛を自分の利益のために利用しようとした父親や継母の陰謀の追及を手助けした。
トニー
ファーグローブ家に仕えている青年。主人の命令により、マリエットとアンドリューの駆け落ちを手助けする。のちにマリエットに協力し、魔女であるマリエットの継母の陰謀を暴く。
マリエットの父親
ファーグローブ家当主。野心家で、領主の息子であるアンドリューに恩を売るために、娘であるマリエットとの駆け落ちを手助けした。
マリエットの継母
ファーグローブ家当主の後妻。マリエットの継母。現在、妊娠中。実は魔女であり、夫である当主をあやつっていた。
魔術医
強い魔術の力を持つ医師の男性。街の西の外れに住んでいる。マリエットの継母の依頼を受け、魔物にアンドリューとマリエットを襲わせた。その後、事態の真相に気づいたブライクに、自分の悪事を見逃せば、ブライクにかかっている呪いの解き方を教えてやると持ち掛けた。

## 用語
ファーレ峠（ファーレとうげ）
ジャックの故郷の村への近道。街道を通ると2週間かかるところ、フォーレ峠を通れば5日間で行く事ができる。しかし、通ると災いが起きて無事に全員が越えられないという言い伝えがあり、地元の人間は誰もこの道を通らない。そのため、別名「幽霊峠」と呼ばれている。猿虫という魔物が巣くっており、代々人間を襲って食べていたため、強力な魔力を持ち、人間に化けるまでになっている。 ジャックはブライクに、フォーレ峠をいっしょに越えるように「お願い」した。
ボートン市（ボートンし）
アンドリューやマリエットが暮らしている市。エルドレッド家が領主を務め、大商人のファーグローブ家の住まいもボートン市にある。ブライクはここでアンドリューに自分の身代わりになるよう「お願い」され、事件に巻き込まれる事となった。
お願い（おねがい）
魔物退治の際に、ブライクがかけられた強力な呪い。誰かに「お願い」もしくは「プリーズ」と言われると、その願いが完遂するまでその場所や相手に縛りつけられて動けなくなるというもの。この呪いによってブライクの行動は大きな制約を受け、さまざまな事件に巻き込まれる事となる。

## 書誌情報
- 紫堂恭子『呪われた男』秋田書店（プリンセスコミックス）、全2巻
  1. 2015年5月15日発売 ISBN 978-4-253-27261-2
  2. 2015年11月16日発売 ISBN 978-4-253-27262-9